# Хомчик, Галина Викторовна
Гали́на Ви́кторовна Хо́мчик (30 мая 1960, Москва) — советская и российская телеведущая и исполнительница в жанре авторской песни. Лауреат фестивалей авторской песни, постоянный член жюри Грушинского фестиваля.

## Биография

### Ранние годы и семья
Галина Хомчик (урождённая Мартынова) родилась 30 мая 1960 года в Москве. Отец — журналист, работал на радио, позже в АПН, мать — инженер-строитель, участница многих туристических походов. Музыку и песни в семье знали и любили, в особенности авторскую, туристскую песню. Музыкальное образование Галина получила по классу фортепиано в школе им. Гнесиных, впоследствии самостоятельно научилась играть на гитаре.
В школьные годы отдыхала в пионерском лагере «Мамайка» (в Сочи, от АПН), где познакомилась с Натальей Хорунжиной, которая, будучи приверженцем авторской песни, подметила певческий талант Галины и привела, впоследствии, её на тропы КСП.
Окончила филологический факультет МГУ им. Ломоносова в 1982 году, специальность — преподаватель русского языка и литературы.
Муж Сергей — музыкант и автор песен. Сын Алексей.

### Карьера и творчество
Лауреат Московских фестивалей авторской песни 1982 и 1983 годов, 20-го Рабочего Фестиваля в Берлине (1984 г., золотая медаль), Первого Всесоюзного фестиваля авторской песни в Саратове (1986 г.), Грушинского фестиваля (1987 г.).
Бессменный член жюри Грушинского фестиваля с 1989 года. Также состояла и состоит в жюри многих других фестивалей авторской песни.
Постоянный участник вечеров «День рождения Ю. Визбора» в ГЦКЗ «Россия», соведущая вечеров памяти Ю. Визбора и концертов авторской песни в Кремле. Солистка проекта «Песни нашего века».
С 1984 по 2007 годы работала на телевидении. Была одним из создателей и координаторов знаменитых телемостов конца 80-х — начала 90-х годов. В конце 90-х годов вела программы об авторской песне «Я вам спою» и «Наполним музыкой…» на нескольких телеканалах, а также программы для детей «Детское время» на СТС (1996—1997) и «Сказка на ночь» на ТНТ (1998).
Режиссёр и продюсер видеоклипов на песни Олега Митяева. В 1992 году был показан на ЦТ видеофильм «Театр общения. Песни Олега Митяева». Режиссёр Галина Хомчик, продюсер Сергей Фоминцев.
С 2004 по 2009 год Галина Хомчик работала на радио «Шансон» и вела вместе с Олегом Митяевым программу об авторской песне «Давай с тобой поговорим».
Много выступает с сольными программами, а также вместе с другими авторами и исполнителями. Концерты Галины Хомчик проходили в разных городах России, а также в США, Германии, Канаде, Франции, Израиле и других странах.
Галина Хомчик часто выступает с размышлениями о судьбе бардовской песни, о границах этого жанра. Её волнует сохранение чистоты песни, её первоначального звучания, бережное отношение к поэтическому слову. Своими учителями в авторской песне называет Булата Окуджаву, Сергея Никитина, Юрия Визбора, Александра Городницкого, Аду Якушеву.
Галина Хомчик упомянута в сборнике «Самые знаменитые барды России», хотя не написала ни одной песни. В этой книге Хомчик названа «рекордсменом по количеству сольных концертов». Она и Елена Камбурова — единственные «чистые» исполнительницы, попавшие в эту книгу.

## Дискография
- «Нескучный сад» 1994 г. (ООО МИЦ «МУЗПРОМ-МО»)
- «По-женски о вечном» 1997 г. (ООО МИЦ «МУЗПРОМ-МО»)
- «Не покидай меня, весна!» 2000 г. (ООО МИЦ «МУЗПРОМ-МО»)
- «Знакомая романтика» (с гр. ГрАссМейстер) 2001 г. («Мистерия звука»)
- «Неожиданный альянс» 2002 г. (ООО МИЦ «МУЗПРОМ-МО»)
- «Песни Булата Окуджавы» 2003 г. (ООО МИЦ «МУЗПРОМ-МО»)
- «МГУ: Мои Гениальные Учителя» 2005 г. (ООО МИЦ «МУЗПРОМ-МО»)
- «Двухголосие» 2007 г. (ООО МИЦ «МУЗПРОМ-МО»)
- «Старое-доброе» 2008 г (ООО «Первое музыкальное издательство»)
- «Песни Юрия Визбора» 2009 г (ЗАО «IVC»)
- «Фильм-концерт» DVD 2011 г (ООО МИЦ «Музпром-МО»)
- «Про любовь» 2013 г (ЗАО"IVC")
- «Биография» 2016 г (ЗАО"IVC")

Песни в исполнении Галины Хомчик включены в сборники:
- «Песни нашего века» (части 1 — 9):
- «Время наших песен» (выпуски 1 — 5)
- «Наши песни» (выпуск 4)
- «Бардовский хит»
- Виктор Берковский: «Под музыку Вивальди», «Черешневый кларнет»
- «Грушинский фестиваль»
- «День рождения Юрия Визбора»